# Piero Biggio
Piero Biggio (Calasetta, Itália, 29 de junho de 1937 — Calasetta, Itália, 18 de abril de 2007) foi um prelado italiano da Igreja Católica que trabalhou no serviço diplomático da Santa Sé.

## Biografia
Piero Biggio nasceu em 29 de junho de 1937 em Calasetta, na província de Carbonia-Iglesias, Sardenha, Itália. Foi ordenado sacerdote em 5 de agosto de 1962.
Em 1968, obteve a Licenciatura em Direito Canônico na Pontifícia Universidade Lateranense e depois completou o programa de dois anos na Pontifícia Academia Eclesiástica, de 1968 a 1970.
Em 1970 ingressou no serviço diplomático da Santa Sé. Sua primeira designação foi na Nunciatura Apostólica no Panamá. Outros postos seguiram no Chile, Zâmbia, Austrália, Suíça e Taiwan.
Em 10 de dezembro de 1988, o Papa João Paulo II o nomeou arcebispo titular de Otricoli e Núncio Apostólico em Bangladesh. Recebeu a consagração episcopal do Secretário de Estado da Santa Sé, Cardeal Agostino Casaroli, em 25 de fevereiro de 1989. Biggio foi núncio apostólico no Chile de 1992 a 1999. Nessa função, ele desaconselhou o julgamento do ex-ditador chileno Augusto Pinochet por crimes contra a humanidade, sugerindo que lhe fosse concedida imunidade diplomática, perdoado e que lhe rezassem. Ele chamou a prisão de Pinochet pelas autoridades britânicas com base num mandado espanhol de "violação da imunidade diplomática".
Foi núncio na Dinamarca, Islândia, Finlândia, Noruega e Suécia desde a sua nomeação em 27 de fevereiro de 1999 até João Paulo aceitar a sua renúncia em 16 de outubro de 2004.
Passou seus últimos anos trabalhando em Roma, nos escritórios da Secretaria de Estado. Ele morreu aos 69 anos após uma longa doença em 18 de abril de 2007.

## Ordenações episcopais
Dom Piero Biggio foi o celebrante principal das ordenações episcopais de:
1. Gonzalo Duarte García de Cortázar, nomeado bispo titular de Lamiggiga, aos 2 de abril de 1995, em Maipú, Chile.

Foi coadjuvante da ordenação episcopal de:
1. Patrick D’Rozario, nomeado bispo de Rajshahi, aos 12 de setembro de 1990, em Dinajpur, Bangladesh. O celebrante principal foi Dom Theotonius Gomes, C.S.C.
2. Józef Wróbel, nomeado bispo de Helsínquia, aos 27 de janeiro de 2001, em Helsínquia, Finlândia. O celebrante principal foi Dom Edward Idris Cassidy.